# (547) Praxedis
(547) Praxedis ist ein Asteroid des Hauptgürtels, der am 14. Oktober 1904 vom deutschen Astronomen Paul Götz in Heidelberg entdeckt wurde. 
Benannt wurde der Asteroid nach einer Figur aus Joseph Victor von Scheffels Werk Ekkehard (vgl. auch Praxedis).